# Binkoštni ponedeljek
Binkoštni ponedeljek je krščanski praznik, ki sledi dan po binkoštnem prazniku. Cerkev tega dne praznuje praznik Marije, Matere Cerkve. Marija je po Jezusovem vnebohodu skupaj z apostoli in ženami molila v dvorani zadnje večerje. Prosili so za dar Svetega Duha. Tako je postala mati prve krščanske skupnosti, pozneje po sklepu tretjega zasedanja drugega vatikanskega koncila tudi mati Cerkve, ki se je oblikovala na binkoštni praznik.
Praznik v Sloveniji ni dela prost dan, medtem ko v nekaterih evropski državah je.